# Белгород-Днестровский трамвай
Система конного трамвая в Белгороде-Днестровский открыта в 1904 году. Существовал всего один маршрут, который обслуживался двумя вагонами. Трамвай не пользовался популярностью у жителей города. В 1920 году, когда в соседней Одессе активно развивался электрический трамвай, возникла идея строительства междугороднего маршрута электрического трамвая Белгород-Днестровский — Одесса. Но вскоре о проекте забыли. В 1930 году из-за нерентабельности конный трамвай в Белгороде-Днестровском был закрыт.
После Великой Отечественной войны снова были планы о строительстве электрического трамвая в Одессу, причём пути конного трамвая ещё сохранялись. Но проект так и не был реализован. Вскоре трамвайные пути в городе Белгород-Днестровский были окончательно демонтированы.